# Oskar Zschake-Papsdorf

Oskar Zschake-Papsdorf, Porträtfoto aus Buch Der Deutsche Reichstag 1936, III. Wahlperiode

Oskar Zschake-Papsdorf, oft kurz Oskar Papsdorf (* 12. Januar 1902 in Leipzig; † vermisst seit 23. Juli 1944 bei Rascaeti nahe Tiraspol), war ein deutscher Politiker (NSDAP).

## Leben und Wirken
Nach dem Besuch der Volksschule und der Mittelschule durchlief Zschake-Papsdorf eine Ausbildung als Gemeindebeamter in Klein-, Mittel- und Großstadtverwaltungen.
Nach eigenen Angaben im Reichstagshandbuch trat Zschake-Papsdorf 1922 erstmals in die Nationalsozialistische Deutsche Arbeiterpartei (NSDAP) ein. Nach der Neugründung der Partei im Jahr 1925 schloss er sich ihr erneut an. Außerdem wurde er Mitglied ihrer Kampfformation, der Sturmabteilung (SA). In der Partei nahm er nacheinander Ämter als Ortsgruppenleiter, Kreisleiter in Oschatz und Organisationsleiter der NSDAP-Gauverwaltung im Gau Sachsen wahr.
Im November 1933 zog Zschake-Papsdorf als Abgeordneter der NSDAP für den Wahlkreis 29 (Leipzig) in den Reichstag ein, dem er nominell bis zum Ende der NS-Herrschaft im Jahr 1945 angehörte.
Von 1933 bis 1936 amtierte Zschake-Papsdorf als Kreisleiter des NSDAP-Kreises Oschatz, danach kurzzeitig als Gau-Organisationsleiter und Leiter des Personalamts bei der Gauleitung des NSDAP-Gaues Sachsen in Dresden sowie anschließend von 1937 bis 1942 als Kreisleiter von Chemnitz, zuletzt mit dem Dienstrang eines Oberbereichsleiters. Während seines Kriegseinsatzes wurde er von Hans Schöne als Kreisleiter vertreten.
Im Mai 1940 trat Zschake-Papsdorf in die Wehrmacht ein. Seit Juli 1944 gilt er als vermisst.